# الخط الزمني لثقافة الستينات المضادة
ثقافة الستينات المضادة هي ظاهرة ثقافية مضادة للنظام المؤسسي تطورت أولًا في المملكة المتحدة والولايات المتحدة ثم انتشرت حول معظم العالم الغربي بين أوائل الستينات ومنتصف السبعينات ولعبت كل من لندن ونيويورك وسان فرانسيسكو دورًا مركزيًا لأنشطة الثقافة المضادة.

## ما قبل 1950

### 1909
- 12 فبراير: تأسست الجمعية الوطنية للنهوض بالملونين في الولايات المتحدة. وتتمثل مهمتها في «ضمان المساواة السياسية والتربوية والاجتماعية والاقتصادية في الحقوق لجميع الأشخاص والقضاء على الكراهية العنصرية والتمييز العنصري». ولا تزال اللجنة نشطة في حركة الحقوق المدنية خلال عصر الثقافة المضادة.[1]

### 1919
- ميثامفيتامين صُنع الأمفيتامين لأول مرة في اليابان. وبحلول ستينيات القرن العشرين، أصبح «الميث» وغيره من الأمفيتامينات يُستخدم على نطاق واسع كمخدرات ترفيهية، وأصبحت عبارة «القتل السريع» عبارة مألوفة في نطاق الثقافة المضادة للمواد.[2][3]

### 1920
- ردًا على شائنة غازات بالمر سيئة السمعة، تأسس الاتحاد الأمريكي للحريات المدنية. وفي الستينيات والسبعينات من القرن العشرين، لعب الاتحاد الأمريكي للحريات المدنية دورًا فعالًا في الدفاع عن حقوق الناشطين في مجال الثقافة المضادة فيما يتعلق بالكلام والتجمع والأنشطة المحظورة الأخرى.[4]

### 1938
- قام ألبرت هوفمان بتصنيع واختبار ثنائي إيثيل أميد حمض الليسرجيك في مختبر نوفارتس في بازل، سويسرا.[5]

### 1942
- مارس: انعقد مؤتمر المساواة العنصرية في شيكاغو.[6]

### 1944
- بدأ هاري جيبسون بتعميم مصطلح «هبستر» لحشود المحبين في هارلم (نيويورك).[7]

### 1945
- 16 يوليو: تم تفجير أول قنبلة نووية بنجاح من قبل العلماء والمهندسين المدنيين تحت إشراف مشروع مانهاتن بالقرب من ألاموغوردو، نيو مكسيكو. دخل العالم العصر النووي. والآن يمكن أن تدمر المدن بأكملها من خلال قنبلة واحدة، وأصبح الأمن الذي كانت توفره الجيوش القوية والمحيطات الكبيرة مهددًا.[8][9][10]
- 6 و 9 أغسطس «حرب المحيط الهادئ»: مع العديد من الحروب وموت الملايين من المدنيين في الصراع المستمر، ورفض الاستسلام من قبل اليابانيين، قامت الولايات المتحدة باسقاط القنابل الذرية في الهجوم النووي على هيروشيما وناجازاكي.[11][12] انتهت الحرب العالمية الثانية في المحيط الهادئ بعد فترة وجيزة، وانقسم جزء كبير من العالم إلى الكتلة الشرقية والكتلة الغربية، مما هيئ الطريق للحرب الباردة، وبدأ سباق التسلح النووي من قبل الولايات المتحدة الحرة، والاتحاد السوفييتي، وحلفائهما. كانت الاحتجاجات الكبيرة في وقت لاحق ضد سباق التسلح النووي هي من بين أولى الدلائل على تزايد الثقافة المضادة.[13][14]

### 1946
- ليفيتاون (نيويورك): انتشر نموذج للرغبة في حياة ما بعد الحرب في الضواحي الأكثر هدوءًا، وكان بمثابة انهيار الأسرة الحضرية المترابطة (حيث عاشت أجيالًا كثيرة في المدن تحت سقف واحد)، وهي أول مساكن ذات إنتاج ضخم التقسيم، وانتشرت بصورة كبيرة عن سابقيها من مزارع البطاطا والبصل في لونغ آيلاند ونيويورك. تم تأجير آلاف المنازل الجديدة أولا (ثم بيعت في وقت لاحق) تقريبًا بين عشية وضحاها، وانتشر هذا الاتجاه سريعًا في جميع أنحاء البلاد. في الولايات المتحدة، تمثل هذا الاتجاه في صورة الانتقال الهائل من المدن إلى الضواحي.[15][16][17]

### 1947
- أصبح الكتاب والمخرجين والفنانين في هويوود اأكثر عرضة للإدراج في القائمة السوداء للمتعاطفين مع الشيوعيينمن قبل لجنة الأنشطة الأمريكية الأمريكية في الولايات المتحدة.[18][19]
- 8 نيسان / أبريل: أنشئ معهد كينزي للبحوث في مجال الجنس والإنجاب في جامعة إنديانا. وتبعه في عام 1948 وعام 1953 صدور كتب رائدة عن الحياة الجنسية للذكور والإناث.[20]
- 15 أبريل: أصبح جاكي روبينسون أول لا عب كرة قاعدة من أصل إفريقي يلعب في دوري كرة القاعدة الرئيسي.[21]
- قانون الأمن الوطني لعام 1947: أعيد تنظيم منظمات الدفاع والاستخبارات الأمريكية. تم إنشاء القوات الجوية الأمريكية ووكالة المخابرات المركزية، ووُضع جزء كبير من نشاط الحكومة الفدرالية الأمريكية بشكل دائم تحت السرية.[22][23][24][25]

### 1948
- استخدم جاك كيروك لأول مرة مصطلح «بيت جينيراتيون» في إشارة إلى الثقافة الفكرية الوليدة التي من شأنها أن تفسح المجال في نهاية المطاف لما يسمى بالثقافة المضادة.[26][27]
- قانون شيللي في. كريمر: صنّفت المحكمة العليا الأمريكية إنفاذ الدول للقيود التي تحظر نقل العقارات إلى غير القوقازيين باعتبارها غير دستورية، مما يمهد الطريق لملكية المنازل من قبل السود واليهود في المجتمعات التي كانت معزولة سابقًا،[28][29]

### 1949
- يناير: وصول أول وسائل نقل رخيصة من الجيل جديد، في صورة أول فولكس فاغن بيتل نصل في الولايات المتحدة. وبحلول عام 1970، كان منها أكثر من 4 ملايين سيارة على الطرق الأمريكية، ووصلت مبيعات الولايات المتحدة السنوية أعلى من 570,000. وأصبحت تلك السيارة مرتبطة ارتباطًا وثيقًا مع الهبستر وعصور الثقافة المضادة.[30][31][32]
- 29 أغسطس: الاتحاد السوفياتي (أو كما يشيع معرقته ب«روسيا») يقوم بأول تفجير ذري مع المساعدات الأساسية من جواسيس الولايات المتحدة والمملكة المتحدة وكندا. كان هذا بمثابة إنذار ببداية الحرب الباردة بجدية.[33]
- 1 أكتوبر: الصين الشيوعية: بعد حرب أهلية طويلة ودموية، أعلن رئيس الحزب ماو تسي تونغ إنشاء جمهورية الصين الشعبية. حكم ماو الصين حتى وفاته في عام 1976. في أواخرالستينات، أصبح حمل كتاب ماو الأحمر هو الموضة المألوفة في الغرب.[34][35][36]

## الخمسينات

### 1950
- 25 حزيران / يونيو: الحرب الكورية: غزت القوات الشيوعية في كوريا الشمالية الحليف الغربي لكوريا الجنوبية بدعم من جمهورية الصين الشعبية والاتحاد السوفييتي. واستجابت الولايات المتحدة والمملكة المتحدة ومجموعة من دول الأمم المتحدة الحرة غير الشيوعية لرفض التوغل. في عام 1953 انتهى الصراع من حيث بدأ مع تراجع كل جانب قبالة خط العرض 38، ولا تزال الولايات المتحدة في حالة تأهب مسلحة حتى الوقت الحاضر. وتقدر المملكة المتحدة عدد القتلى بأكثر من 1100 في تلك الحرب، بينما تقدر الولايات المتحدة أكثر من 36,000 قتيل.[37][38]
- 3 سبتمبر: وصول أول مستشارين عسكريين أمريكيين إلى فيتنام الجنوبية.[39]

### 1951
- المؤمن الصادق: انتشار أفكار إريك هوفر الفلسفية حول طبيعة الحركات الجماهيرية.[40][41]

### 1952
- أغسطس: نُشرت مجلة ماد لأول مرة ككتاب هزلي قبل التحول إلى شكل المجلة المعتاد في عام 1955، مما هزّ كل أوساط من الثقافة الأمريكية - وثقافة الستينات المضادة في وقت لاحق - على حد سواء.[42][43]
- تم إنشاء وكالة الأمن القومي الأمريكية، مما جعل معظم الاتصالات المدنية وجمع الاستخبارات الفنية تحت سقف واحد. وقد تم الكشف عن استخدام الموارد الواسعة للوكالة من قبل البيروقراطيين والسياسيين ضد المتطرفين المناهضين للحرب المزعومة على الثقافة المضادة، ومناقشتها في اكونغرس في السبعينيات.[44][45]
- الرجل الخفي (رالف إليسون): نشر رالف إيلسون رواية الحياة السوداء في القرن 20 في أميركا.[46]
- اذهب: نشرت رواية جون كليلون هولمز«اذهب» وتعتبر لاحقا أول كتاب من هذا القبيل يصور جيل موسيقى ال Beat.[47]

### 1953
- 13 أبريل: مشروع إم كي ألترا، بدأ برنامج أبحاث مراقبة السلوك في وكالة المخابرات المركزية والذي نما ليشمل اختبار ثنائي إيثيل أميد حمض الليسرجيك على كل من المتطوعين وغير المشتبه بهم في الستينات.[48]
- 4 مايو: نشرت ألدوس هكسلي كتاب أبواب الإدراك[49]:67
- 19 يونيو: إعدام جوليوس وإيتيل روزنبرغ في سجن سنج سنج بنيويورك، بعد الإدانة بتهم التجسس لدورهم في حلقة التجسس الشيوعية التي أعطت الاتحاد السوفيتي معلومات عن القنبلة الذرية، وبالتالي بدأ سباق التسلح النووي.[50][51][52]
- 15-19 أغسطس: تت الإطاحة برئيس وزراء إيران المنتخب ديمقراطيًا في انقلاب 1953 في إيران من قبل عملاء المخابرات في المملكة المتحدة والولايات المتحدة. تم إعادة تثبيت محمد رضا بهلوي كملك للبلاد. وبدأ نجاح العملية نمطا من الانقلابات والاغتيالات التي قامت بها وكالة المخابرات المركزية في الحرب العالمية ضد توسع المصالح السياسية والاقتصادية والعسكرية للاتحاد السوفييتي، والتي بلغت ذروتها في نهاية المطاف إلى فشل مشاركة القوات الأمريكية في فيتنام.[53]
- ديسمبر: مارلين مونرو وصدور العدد الأول من مجلة بلاي بوي يظهر. لعب الناشر هيو هيفنردورًا هامًا ومبكرًا في الثورة الجنسية القادمة.[54][55]

### 1954
- 6 أبريل: أقر السناتور جون كينيدي في مجلس الشيوخ الأمريكي أن «صب المال والمواد والرجال في أدغال الهند الصينية دون وجود احتمال بعيد على الأقل للانتصار سيكون غير مجدي على نحو خطير ومدمر ذاتيًا». بعد انتخابه للرئاسة في عام 1960، صعّد كينيدي تدخل الولايات المتحدة في الصراع الذي تطور إلى حرب فيتنام.[56][57]
- 27 نيسان: منحت اتفاقيات جنيف استقلال الهند الصينية الفرنسية، التي أشارت إلى فيتنام كدولة موحدة ومستقلة بالاسم فقط. لم تكن الولايات المتحدة من الدول الموقعة على المعاهدة. خرج الفرنسيون رسميًا من جنوب شرق آسيا، مخلفين ورائهم الحرب الهندوصينية الأولى.[58]
- 17 أيار / مايو: قضية براون ضد مجلس التعليم: أصدرت المحكمة العليا في الولايات المتحدة بالإجماع أن الفصل العنصري في المدارس الحكومية غير دستوري. وقالت أن مبدأ «الفصل مع المساواة» كذريعة قانونية وأخلاقية للفصل لم يعد قابلًا للإنفاذ من قبل الحكومات، وعليه بدأ الدمج العرقي الحقيقي في المدارس في جنوب الولايات المتحدة.[59][60]

### 1955
- شباط / فبراير: سياتو: منظمة معاهدة جنوب شرق آسيا تم تفعيلها رسميًا، والت ألزمت الولايات المتحدة بشكل رمزي بالتدخل كجزء من العمل الجماعي في حالة اندلاع حرب عسكرية في المنطقة. غير أن الالتزام غير الملزم لسيتو لم يحتج به إلا كمبرر للانخراط في فيتنام من قبل الرئيس المستقبلي ليندون جونسون بعد تصعيد الأعمال العدائية في وقت لاحق.[61]
- 9 يوليو: أصدر بيل هالي نسخة من أغنية حجر الزاوية «صخرة على مدار الساعة» والتي صُنفت لمدة ثمانية أسابيع على أنها الأغنية رقم 1 من حيث السماع، في إشارة إلى بداية عصر الروك آند رول.[62][63]
- 28 أغسطس: مأسامة ايميت تل: قتل فتى أسود في سن المراهقة بوحشية في ميسيسيبي بعد مزاعم بأنه كان يمزح مع امرأة بيضاء. وأصبح هذا الحادث حدثًا محوريًا في الحركة المتنامية للحقوق المدنية بعد أن سمحت أم تيل بظهور جثة الطفل المشوهة، وتبرئة رجلان أبيضان (اعترفا لاحقا بالقتل) من قبل هيئة محلفين بيض الوجوه. في عام 2017، استدعيت الأنثى المتهمة للإدلاء بشهادتها تحت القسم.[64][65]
- 2 سبتمبر: خضع السياسي البريطاني بارون مايهو لاختبار آثار مخدر المسكالين تحت اشراف همفري أوزموند. تم تصوير الحدث للبث من قبل بي بي سي، ولكن لم يُذع أبدًا.[66]
- 30 سبتمبر: وفاة النجم الأسطوري جيمس دين صاحب فيلم «المتمردين دون سبب» والرمز المبكر للجيل الساخط في حادث سيارة رياضية في سن 24 في تشولام، كاليفورنيا.[67][68][69]
- 7 أكتوبر: فوز الشاعر لان غينسبرغ عن قصيدته «قراءة المعرض السادس» والتي أصبحت بعد ذلك الفيلم السينمائي «العواء الفاضح».[70][71]
- 26 أكتوبر / تشرين الأول: صدور ذا فيليج فويس، أحد أقدم وأحدث الصحف البديلة أطلقها إد فانشر ودان وولف وجون ويلكوك ونورمان ميلر في مدينة نيويورك.[72]
- 1 ديسمبر: رفضت الناشطة روزا باركس التنازل عن مقعدها في حافلة عامة في مونتجومري، واعتقالها. مما أدى إلى مقاطعة السود المحليين للحافلات، في حين فارز الاتحاد الفيدرالي الأمريكي في القضية القانونية باركس.[73]

### 1956
- نيسان / أبريل: ربط الطبيب النفسي البريطاني همفري أوزموند كلمة «مخدر» بالكلمات اليونانية psyche («العقل») وdelos («البيان»)، التي استخدمها في الطب النفسي للإشارة إلى المهلوسات أثناء أبحاثه على ثنائي إيثيل أميد حمض الليسرجيك.[74][75]
- 21 أبريل: نشر إلفيس بريسلي أغنيته  Heartbreak Hotel هيرتبرياك هوتل والتي أصبحت أول أغنية تتربع على عرش الأغاني لمدة 8 أسابيع، كما خلق إلفيس حالة من الانتشار الجائح لأغنيته في سن المراهقة في الأسر في جميع أنحاء العالم الغربي.[76]
- آب / أغسطس: بدأ برنامج مكافحة التجسس المحلي التابع لمكتب التحقيقات الفدرالي. وووجه البرنامج جهده في البداية ضد الأنشطة الشيوعية في الولايات المتحدة، ولكنه نما ليشمل التجسسات غير القانونية للخصوصية التي استهدفت حقوق المدنية والنشطاء المناهضين للحرب[77][78]

### 1957
- بدأت ماسترز وجونسون البحوث العلمية في الاستجابة الجنسية البشرية في قسم أمراض النساء والتوليد في جامعة واشنطن في سانت لويس في سانت. ونشرت في عام 1966 أول الكتب التي قُرأت على نطاق واسع فيما يتعلق بأبحاثهم.[79]
- 10 يناير: تم تشكيل مؤتمر القيادة المسيحية الجنوبية في أتلانتا.[80]
- 5 سبتمبر: بعد سنوات في العمل، نُشرت نسخة «ترويض نوعا ما» من رواية جاك كيرواك، واعتبرت الرواية الأساسية لجيل الجيل.[81][82]
- 23 سبتمبر: وقّع الرئيس الأمريكي دوايت أيزنهاور أمرُا تنفيذيُا بإرسال القوات الاتحادية للحفاظ على السلام والنظام خلال الاندماج العرقي للمدرسة الثانوية المركزية في ليتل روك.[83]
- 4 أكتوبر: صُدم العالم الغربي جراء أزمة سبوتنك وخشى بعمق عندما أطلق الاتحاد السوفييتي الشيوعي سبوتنك -1، وهو أول قمر صناعي، حيث أن القدرة على إطلاق قمر صناعي تساوي القدرة على إطلاق صاروخ باليستي عابر للقارات، مما يهدد مباشرة الكثير من أرجاء العالم بهجوم صاروخ بعيد المدى لأول مرة.[84][85] وازدادت تلك الفجوة عندما هبط «فانجارد»، في محاولة من الولايات المتحدة المتسارعة لمسابقة سبوتنيك، وانفجاره على منصة الإطلاق في ديسمبر/ كانون الأول.[86][87]
- 23 سبتمبر: وقّع الرئيس الأمريكي دوايت أيزنهاور أمرُا تنفيذيُا بإرسال القوات الاتحادية للحفاظ على السلام والنظام خلال الاندماج العرقي للمدرسة الثانوية المركزية في ليتل روك، أر.[83]
- 15 نوفمبر: نشر ألبرت شفايتزر وكوريتا سكوت كينغ) وبينجامين سبوك إعلانًا في صحيفة نيويورك تايمز يدعو إلى إنهاء سباق التسلح النووي.[88]

### 1958
- 17 فبراير: تم افتتاح حملة نزع السلاح النووي في لندن، وعرضت «رمز السلام (رمز السلام)» من رسائل المجلس الوطني الديمقراطي.[89]
- 24 مارس: إلتحق إلفيس بريسلي، أكبر نجم تسجيل في العالم، بالجيش الأمريكي. أمضى بريسلي مدة خدمته «سنتان» بشرف[90]
- 2 أبريل: استخدم هيرب كاين من سان فرانسيسكو كرونيكل مصطلح ثقافة البيت للإشارة إلى جيل عشاق البيت.[91]
- 4-4 نيسان / أبريل: الآلاف يحتجون في أول مسيرة بألدرماستون الكبرى في عيد الفصح، نظمت تلك المسيرة لجنة العمل المباشر ضد الحرب النووية وبدعم من المجلس الوطني للدفاع عن الديمقراطية، بساحة ترافلغار، لندن. ورافق الاحتجاجات جانب مهرجاني مع فرق موسيقى الجاز وسكيفل[92][93]
- أصبع عدد أعضاء منظمة حركة السلام 25,000  .[94]
- تم تشكيل الحزب السياسي اليسار الجديد في جامعة كاليفورنيا، بيركلي.[95][96]
- أصبح إيزنهاور أول رئيس أميركي يطلب من جلسة مشتركة للكونغرس أن يمرر تعديل الحقوق المتساوية منذ فترة طويلة.[97]
- المجتمع الأثري: نشر خبير الاقتصاد في جامعة هارفارد جون جون كينيث جالبرايثعمل مؤثر للغاية.[98]

### 1959
- 1 يناير: أطاحت القوات الثورية تحت قيادة فيدل كاسترو بحكومة فولغينسيو باتيستا في كوبا، ظلت كوبا 50 عامًا تحت حكم رجل واحد قمعي تحالف مع السوفييت في المستقبل مما ترتب على تخلي كاسترو عن الحكم لصا الح أخيهراؤول كاسترو.[99][100][101]
- 3 فبراير: موت يوم الموسيقى: مات نجوم الروك في الأوائل بادي هولي وريتشي فالنس وبيج بوبر جنبًا إلى جنب مع طيار طائرة صغيرة في الطقس السيئ بالقرب من البحيرة الرائقة. تناز عازف الإيتار تومي ألسوب عن مقعده بعد مراهنته بقلب العملة مع فالنس، ولم يلتحق وايلون جينينغز أيضًا الرحلة المشؤومة عندما سمح للمريض «بوبر» أن يأخذ مقعده.[102][103] في عام 1972، أصدر دون ماكلين أغنية «الفطيرة الأمريكية»، والتي سميت فيما بعد «وداع الخمسينات والستينات».[104] 1
- يونيو: هل مات سوبرمان ؟: زعمت عناوين الصفحة الرئيسية أن الممثل جورج ريفز "أطلق النار على نفسه وانتحر، مما مثل صدمة لجيل من الشباب كان سوبرمان هو بطلهم الخارق في الكتب المصورة والتلفزيون. اعتبرت وفاة ريفي في وقت لاحق من قبل العديد كنوع من القتل.[105][106][107]
- 29 سبتمبر: صدرت حلقات «الحب المتعدد لدوبي جيليس» لأول مرة، والذي ضم بوب دنفر تحت شخصية «بيت» مثلها الممثل ماينارد. كريبس.[108]
- 2 تشرين الثاني / نوفمبر: انهارت مصداقية برنامج «محاكمة على التلفاز» عند ظهور فضيحة مع اعتراف أمام الكونغرس بالتزوير وخرق الثقة من قبل أستاذ جامعة كولومبيا من أكاديمية الأسرة الاستثنائية.[109][110]
- كيف تتحدث بطريقة الهيب هوب: صدور حلقات رواد الارتجال ديل كلوس جون برنت الكوميديا الساخرة، واعتبرت تلك لغة لجيل.[111][112]

## الستينات

### 1960
- غيرت رابطة الطلاب للديمقراطية الصناعية اسمها إلى جمعية طلاب من أجل جمعية ديمقراطية وعقدوا أول لقاء في آن أربور. انفصلت الجمعية عن جمعية ليد في عام 1965، وأصبحت من أبرز المنظمات الطلابية السياسية الراديكالية في عصر الثقافة المضادة.[113][114]
- لوحظ أن مجتمع بيتنيك في كورنوال، بالمملكة المتحدة يصل شعرهم إلى ما بعد أكتافهم، بما في ذلك الشاب الشهير ويز جونز، الذي استضافه ألان ويكر لتلفزيون بي بي سي.[115]
- بدأ أساتذة جامعة هارفارد تيموثي ليري وريتشارد ألبيرت في تجربة المهلوسات في كامبريدج. أصبح ليري المثير للجدل بعد ذلك من أبرز المدافعين عن استخدام ثنائي إيثيل أميد حمض الليسرجيك خلال العصر.[116][117]
- 1 فبراير: الأول من اعتصامات غرينزبورو واندلاع شرر موجة الاحتجاجات المماثلة ضد الفصل في وولورث وغيرها مطاعم الغداء ومتاجر البيع بالتجزئة في جميع أنحاء أمريكا الجنوبية.[118]
- 26 مارس: أمر الحاكم بوفورد إلينغتون من ولاية تينيسي بإجراء تحقيق لطاقم إخباري تابع لقناة سي بي إس لتصوير اعتصام ناشفيل.[119]
- أبريل: نظم إيلا بيكرلقاء اللجنة التنسيقية الطلابية من أجل اللاعنف في جامعة شاو.[120]
- 1 مايو: حادثة طائرة التجسس الأمريكية يو-2: أُسقطت طائرة تجسس تابعة للولايات المتحدة تبحث عن المنشآت النووية السوفيتية في عمق الاتحاد السوفييتي. وافترض الولايات المتحدة أن الطيار قد مات، بينما اعتقلته المخابرات الروسية وأظهرته على قيد الحياة وعرضت صوره في الصحافة الروسية بعد أن أدرج البيت الابيض وكالة ناسا أنها وقعت تحت خداع مهزوم وسريع الكشف وادعت أن الطائرة قد فُقدت خلال رحلة جوية.[121][122]
- 9 مايو: حبوب منع الحمل المركبة: وافقت إدارة الغذاء والدواء الأمريكية على استخدام أول شكل موثوق لتلك الحبوب بها لتحديد النسل، إذتصل فعالية حبوب منع الحمل إلى 99٪. كان هذا بمثابة بدء الثورة الجنسية، أولًا في غرف نوم الأزواج المتزوجين.[123][124]
- 13 مايو / أيار: الجمعة السوداء: أجبر 400 من رجال الشرطة الذين استخدموا خراطيم الحرائق النارية أحد الطلاب «الغوغائيين» للعدول عن اجتماع  HUAC في قاعة المدينة في سان فرانسيسكو، وبدأ عصر الثقافة المضادة للاحتجاجات الطلابية.[125][126][127]
- 19 مايو: دشن حركة «من أجل السلام» مسيرة سباق مضاد للتسلح في ماديسون سكوير جاردن في نيويورك، نيويورك. بحضور 20,000 عضو.[128]
- 11 يوليو: صدورة قصة أن تقتل طائرا بريئًا لهاربر لي الحائز على جائزة بوليتزر من أجل المساواة العنصرية وأصبحت من كلاسيكيات الأدب الأمريكي. وصلت القصة إلى دور السينما عام 1962.[129]
- 8 نوفمبر: انتخاب جون كينيدي كالرئيس 35 للولايات المتحدة، وهزيمة نائب الرئيس ريتشارد نيكسون في ما يعتبر أقرب وأكثر الانتخابات الرئاسية الأمريكية منطقيةً منذ عام 1916.[130][131][132] تقدّم ما يقرب من 70 مليون اقتراع، كان هامش النصر أكثر من 100,000 صوت بقليل فقط.[133]

### 1961
- يناير / كانون الثاني: كتب صحفي مجلة  مجلة لوك  [لغات أخرى]‏ جورج ليونارد عن «شباب الستينات: الجيل المتفجر»، وتوقع أن يكون «جيل هادئ» عن الخمسينات الذي وصفه بأنه جيل على حافة «الانهيار وأنه سوف ينفجر ...»[134][135]
- 17 يناير: ألقى الرئيس الأمريكي (والجنرال المتقاعد ذو الخمس نجوم) إيزنهاور خطاب وداع له للأمة، ويستخدم الكثير من وقته للتحذير من تأثير التدخل اللا مبرر من «المجمع الصناعي العسكري».[136]
- 20 كانون الثاني / يناير: في خطاب افتتاحي قوي، دعا الرئيس الأمريكي الجديد كينيدي المواطنين إلى «أن لا يسألوا عما يمكن أن يفعله بلدكم نيابة عنكم، وأن تسألوا ما يمكنك القيام به لبلدكم».[137][138]
- 1 آذار / مارس: وقع جون كنيدي على أمر تنفيذي بإنشاء فرق السلام.[139]
- 28 آذار / مارس: أصدر جون كينيدي قرارًا نهائيًا بإنهاء برنامج نورث أمريكان إكس بي-70 فالكيري الذي استعادته القوات الاميركية في أيلول / سبتمبر الماضي في تراجع كبير في سباق التسلح النووي.[140]
- 30 مارس: تم التوقيع على اتفاقية الأمم المتحدة الوحيدة للمخدرات في مدينة نيويورك، وتشديد الرقابة على التجارة الدولية في المواد الأفيونية.[141]
- 12 أبريل: برنامج فوستوك: رجل في الفضاء: صُدم العالم الغربي مرة أخرى عندما تابع عدو الحرب الباردة الاتحاد السوفيتي انتصار سبوتنيك، بوصول أول إنسان في الفضاء (يوري جاجارين).[142]
- 17 أبريل: غزو خليج الخنازير: عملة عسكرية سرية شنّتها وكالة المخابرات المركزية تهدف إلى الإطاحة بالدكتاتور الشيوعي فيدل كاسترو على شاطئ بعيد في كوبا. اعتقلت القوات الكوبية القوات الكوبية المناهضة لكاسترو والمرتزقة التابعين لوكالة المخابرات المركزية. وحاول كينيدي تقليل الخسائر وحرمانهم من الدعم الجوي الأمريكي الإضافي، مما أدى إلى توقف العملية.[143][144]
- 4 أيار / مايو: راكبو الحرية: سافر نشطاء الحقوق المدنية في الحافلات العامة والقطارات عبر الجنوب الأمريكي ليواجهوا بأنفسهم التفرقة العنصرية.[145]
- 4 حزيران / يونيو: صُوِّر لقاء مع رئيس الوزراء السوفييتي خروتشوف في فيينا، ولم يتحدث عن أي تقدًم في القضايا المتعلقة بتقسيم ألمانيا. وتبع هذا أزمة أخرى في برلينبرلين.[146][147]
- تموز / يوليو: تشكلت منظمة العفو الدولية في لندن بعد غضب المحامي البريطاني بيتر بيننسون بسبب اعتقال طالبين برتغاليين رفعا نخب الحرية. وقد فازت منظمة حقوق الإنسان بجائزة نوبل للسلام عام 1977.[148][149]
- 13 آب / أغسطس: جدار برلين: لوقف موجة الهجرة الهائلة من الشرق الشيوعي إلى الغرب الديمقراطي (إذ فرّ 200 ألف شخص من ألمانيا الشرقية في عام 1960 وحده)، بدأ بناء جدار يقسم مدينة برلين تحت إشراف الاتحاد السوفيتي.[150]
- 25 تشرين الأول / أكتوبر: مواجهة الدبابات الأمريكية والسوفياتية في نقطة تفتيش شارلي في برلين.[151][152]
- 1 تشرين الثاني: مسيرة المرأة من أجل السلام: نظمن 50,000 امرأة مسيرة في 60 مدينة في الولايات المتحدة للتنديد بالأسلحة النووية.[153][154]
- 30 تشرين الثاني: المشروع الكوبي: بدء العمليات السرية العدوانية ضد الحكام المستبد فيدل كاسترو في كوبا بأمر من كينيدي وسرعان ما نفذت تلك العمليات تحت إشراف النائب العام روبرت كينيدي. وتنفيذ الخطة غير التقليدية إلى حد كبير، حيث تم الإشراف تحت قيادة النائب العام الجديد، وليس تحت إشراف الضباط العسكريين أو الاستخباراتيين.[155][156][157]
- 14 كانون الأول / ديسمبر: وقع كينيدي على أمر تنفيذي من اللجنة المشتركة لإنشاء اللجنة الرئاسية المعنية بوضع المرأة.[158][159]

### 1962
- 12 يناير: عملية تشوبر: شاركت القوات الأمريكية في القتال الرئيسي في فيتنام لأول مرة.[160]
- 18 يناير: عملية مزرعة اليد: بدأ الجيش الأمريكي في استخدام مواد سامة للغاية ومواد مسرطنة في فيتنام. استخدم الجش الأمريكي الديوكسين- الذي يحتوي على عامل برتقالي في عام 1965.[161]
- 4 فبراير: تصعيد حرب فيتنام: في إحدى الإجراءات الجوية الأولى للصراع المتعمق، ساعدت المروحيات الأمريكية الجيش الفيتنامي الجنوبي في القبض على هونغ ماي.[162]
- 26 فبراير / شباط: حذر نائب وزير الخارجية السوفيتي فاليريان زورين الأمم المتحدة من أن الأمريكيين «يتورطون في حرب غير مؤاتية وغير مبررة سياسيًا (في فيتنام)، الأمر الذي سيترتب عليه عواقب وخيمة جدًا».[163]
- 16 اذار / مارس: وزير الدفاع الاميركي روبرت ماكنامارا يكشف أن القوات الاميركية في فيتنام قد شاركت في القتال البري.[163]
- 19 مارس: أصدر بوب ديلن ألبومه الأول. تصل إلى المرنتبة رقم 13 في المملكة المتحدة، ولا يزال ضمن لوحة أفضل 200 ألبوم في الولايات المتحدة. وكان لألبوم ديلان الثاني، "The Freewheelin'" تأثير هائل على مشاهد الموسيقى الشعبية والبوب الأمريكية في عام 1963.[164]
- 31 مارس: بدأ سيزار تشافيز تنظيم عمال المزارع المهاجرين في ولاية كاليفورنيا.[165]
- 15 يونيو: اكمال جمعية طلاب من أجل الديمقراطية بيان بورت هورون.[166]
- تموز / يوليو - آب / أغسطس: احتجاج حركة الألباني للحقوق المدنية ضد الفصل العنصري ألباني.
- 5 أغسطس: وفاة النجمة مارلين مونرو نتيجة تعاطي جرعة باربيتورات زائدة تحت ظروف مشبوهة في لوس انجليس. كانت وفاة مونرو بمثابة مقدمة لانفجار في الاستخدام الترفيهي للأدوية التي تسبب الإدمان بدرجة عالية من (والاستخدام المفرط لآلاف من حبوب منع الحمل والوفيات الناتجة عنها) خلال عصر الثقافة المضادة، حتى مع بدأ انخفاض الاستخدام الشرعي لهذه الأدوية بالفعل.[167][168]
- 12 سبتمبر: جون كينيدي يتحدث في جامعة رايس: «... نختار الذهاب إلى القمر في هذا العقد ونفعل الأشياء الأخرى، ليس لأنها سهلة، ولكن لأنها صعبة ...»[169]
- 27 سبتمبر: صدور كتاب الربيع الصامت، بعد أن تزايدت التقارير عن الآثار الضارة لاستخدام ثنائي كلورو ثنائي فينيل ثلاثي كلورو الإيثان على النظام البيئي، صدر هذا الكتاب عن راشيل كارسون، وكان بمثابة بدء الحركة البيئية الحديثة.[170][171]
- 1 أكتوبر: بعد أعمال الشغب التي أسفرت عن مقتل شخصين وأكثر من 300 جريح في 30 سبتمبر، أصبح جيمس ميريديث أول طالب أمريكي من أصل أفريقي يدخل جامعة «أولي ميس».[172][173]
- 5 أكتوبر: صدور أول أغنية لفريق البيتلز  "Love Me Do" في المملكة المتحدة. وصل الفريق من هذه البداية المتواضعة في نهاية المطاف إلى بيع أكثر من 600 مليون تسجيل في جميع أنحاء العالم، ولا تزال تلك التسجيلات أفضل المبيعات الموسيقية في كل العصور. في وقت سابق من هذا العام، اختارت ديكا للتسجيلات عدم التوقيع نع فريق البيتلز.[174][175][176]
- 16-28 أكتوبر: جلبت أزمة صواريخ كوبا العالم إلى حافة الحرب النووية بعد محاولة الاتحاد السوفييتي لإنشاء قاعدة للصواريخ ذات الرؤوس النووية في كوبا، مما يشكل تحديًا مباشرًا لمبدأ مونرو. في 22 تشرين الأول / أكتوبر، صارح الرئيس كينيدي الأمة بأن تلك الأزمة تعتبر«مسألة وطنية من الدرجة الأولى» وناقش إمكانية نشوب حرب نووية عالمية، مرعبة للأمة والعالم. ونصحه الجنرالات في القوات المسلحة الكرواتية بغزو كوبا، لكن كينيدي أمر بالحصار البحري بدلًا من ذلك. نتيجةً لذلك، تراجع السوفييت وأزالوا الصواريخ.[177][178][179]
- كانون الأول / ديسمبر: ألغى الرئيس كينيدي برنامج الصواريخ الباليستية الذي أطلقته القوات الجوية الأمريكية سكاي بولت.[180]
- أنشأ مايكل ميرفي وديك برايس معهد إزالين في بيج سور بولاية كاليفورنيا، مستوحين الفكرة من حركة ألدوس هكسلي للإمكانات البشرية.[181]
- أصبح كتاب «الجنس وفتاة واحدة» لهيلين براون من أفضل المبيعات. باءت محاولة براون «لحظر» الكتاب لأغراض التسويق بالفشل، ولكن وصلت المبيعات في وقت مبكر لأكثر من مليوني نسخة. مضت براون قدمًا لتحرير مجلة كوزموبوليتان لأكثر من 30 عاما.[182]
- أمريكا الأخرى: نشر مايكل هارينغتون دراسة مقنعة لمحنة الفقراء في الولايات المتحدة المستعصية. ويعود الفضل في وقت لاحق إلى الكتاب على أنه كان الملهم ل «الحرب على الفقر».[182]
- صدور رواية كين كيسي الطير فوق عش الوقواق. وتستمد الرواية جزئيًا من تجارب كيسي كمتطوع في أحد برامج المخابرات الأمريكية. وصلت الرواية التي فازت بجائزة الأوسكار إلى المسارح في عام 1975.[183][184]
- صدور رواية: سبعة أيام في مايو"، وهي رواية تصور انقلاب عسكري محبط في الولايات المتحدة. تحولت الرواية إلى فيلم في عام 1964 بطاقم ضم ألمع النجوم.[185]

### 1963
- بدأ بوب فاس برنامج راديو من غير اسم في وقت متأخر من الليل على موجة  WBAI-FM في مدينة نيويورك، عرفت محطة المستمع المدعوم في وقت لاحق باسم «نبض الحركة» من قبل ويفي جريفي.[186][187][188]
- فبراير 19: تأثرًا بكتاب سيمون دي بوفوار الجنس الآخر)، نشرت بيتي فريدان كتابها السحر المؤنث. كان ذلك بمثابة ولادة الموجة النسوية الثانية.[189]
- أبريل: تشاندلر لولين ينظم حفل بيوت الكنيسة الأمريكية الأصلية، ويعتبر لولين رائد في تجربة الكلب الأحمر.
- نيسان / أبريل - أيار / مايو: حملة برمنجهام: تعرض ناشطو الحقوق المدنية الذي ين يلهمهم جيمس بيفيل لهجوم من الشرطة في برمنغهام بألباما. حدثت أحداث مماثلة في مواقع مختلفة في جميع أنحاء الجنوب العميق طوال فصلي الربيع والصيف.
- مايو: صدور أغنية لوي لوي، وهي نسخة كينغسمن لحزب الصخرة. دار تحقيق مكتب التحقيقات الفدرالي حول كلمات الأغنية الفاحشة كام زعموا ولكنها لم تصل إلى أي شيء. كانت الكلمات غريبة ومشوشة، إذا أن الطبال كان يصرخ هاتفًا «اللعنة» طوال 54 ثانية في الأغنية.[190][191]
- مايو: حدوث أول احتجاجات ضد حرب فيتنام المنظمة في إنجلترا واستراليا.
- 1 مايو: الأرنب العاري: ظهور نادي إكسبوس لغلوريا ستاينم في مجلة شو.[189]
- 10 يونيو: إستراتيجية السلام: ألقي جون كنيدي خطابًا قويًا في الجامعة الأميركية.[192]
- 11 يونيو: ضحّى الراهب البوذي تتش كوان دك بنفسه في سايغون. وأفادت التقارير أن التغطية المصور للأب مالكولم براون لهذا الحدث المروع حفزت كينيدي على زيادة قوة القوات الأمريكية في الصراع النامي في فيتنام.[193][194]
- 12 يونيو: اغتيال السكرتير الميداني ناكب ميدغار إيفرز في جاكسون.[195]
- 17 يونيو / حزيران: المحكمة العليا في الولايات المتحدة تقضي بأن الكتاب المقدس الذي ترعاه المدارس العامة غير دستوري.[196][197]
- 26-28 يوليو: مهرجان نيوبورت الشعبي الجديد بحضور كلًا من بوب ديلان وزملائه المطربين بيت سيغر، جوان بيز، فيل أوشس، وبيتر وبول وماري.[198][199]
- 28 أغسطس:عندي حلم: ألقى الدكتور مارتن لوثر كينغ الابن خطابه التاريخي قبل 200,000 في مول في واشنطن العاصمة خلال شهر مارس في واشنطن عن الوظائف والحرية.[200]
- 24 سبتمبر: صدّق مجلس الشيوخ الأمريكي على معاهدة معاهدة الحظر الجزئي للتجارب النووية التي وقعتها الولايات المتحدة والاتحاد السوفياتي، وانهاء تجارب الأسلحة النووية تحت الماء، وفي الغلاف الجوي، وفي الفضاء من قبل القوى العظمى.[201]
- 26 أيلول / سبتمبر: مجلس الشيوخ الأمريكي يناقش تقريرا مفاده أن الموسيقى الشعبية يتم غزوها من قبل الشيوعية. تحدث اثنان من أعضاء مجلس الشيوخ في هذا الأمر وخلصوا إلى أن الموسيقى «أمريكية»، ورُفض التقرير.[202]
- 27 أكتوبر: 225,000 طالب في مدارس شيكاغو يقاطعون الصفوف احتجاجًا على الفصل المستمر.
- 31 أكتوبر: كانت فضيحة لجامعة هارفارد نتيجة لوقوع إحدى حفلات الحنس في أحد المعسكرات.[203]
- 2 نوفمبر: اغتيل الرئيس الفيتنامي الجنوبي نغو دينه ديم في سايجون.[204]
- 22 نوفمبر: اغتيال الرئيس الأمريكي جون فيتزجيرالد كينيدي في دالاس، تكساس في سن 46. أدّى نائب الرئيس ليندون ب. جونسون اليمين بصفته الرئيس ال 36 للولايات المتحدة.[205]
- 24 نوفمبر / تشرين الثاني: قتل القاتل المشتبه به في قتل كينيدي لي هارفي أوزوالد من قبل جاك روبي في ظل أمن الشرطة المتراخي في دالاس، مما خلق شكوكا للعديدين، وفتح الباب أمام نظريات المؤامرة التي لا تعد ولا تحصى بشأن اغتيال كينيدي وصحة النتائج الحكومية في وقت لاحق (تقرير وارن).[206]

### 1964
- كانون الثاني / يناير: كانت النسخة المستديرة المقدسة من «تردد البلوز» هي أول إشارة إلى مصطلح مخدر في الموسيقى الشعبية.[207]
- 8 كانون الثاني / يناير: أعلن ليندون جونسون في إحدى خطاباته إعلانًا بعنوان «الحرب على الفقر».[208][209]
- 13 يناير: صدور ألبوم بوب ديلن الثالث واعتبر أكثر الأغاني علاقةً بأمريكا. عارض ديلان هذا، قائلًا إن الأغنية مجرد «شعور.»[210][211]
- 23 يناير 24: تم التصديق على تعديل: الكونغرس الأمريكي ممنوع من تكييف حق التصويت في الانتخابات الاتحادية على دفع الاستطلاع أو أشكال أخرى من الضرائب.[212]
- 1 فبراير: أريد أن أمسك يدك: حقق فريق البيتلز أول ضربة رقم 1 في قائمة أكثر الأغاني انتشارًا لمدة 7 أسابيع متربعًا على قمة القائمة. انتشرت شعبية البيتلز الجارفة إلى الولايات المتحدة، ثم انتشر الغزو البريطاني الضخم للموسيقى البريطانية عبر العالم الحر.[213][214]
- 3 فبراير: احتجاج ما يقرب من نصف مليون طالب في المدارس العامة في مقاطعة نيويورك على الفصل العنصري.[215][216]
- 7-22 فبراير: زار فريق البيتلز الولايات المتحدة للمرة الأولى وعرضوا ثلاثة عروض على مسرح إد سوليفان. ويعتبر البث التلفزيوني في 9 فبراير الذي شاهده أكثر من 73 مليون، أكبر جمهور تلفزيوني حتى الآن في الولايات المتحدة.[217][218]
- 25-26 فبراير: احتجا عشرات الآلاف من طلاب المدارس في بوسطن وشيكاغوعلى الفصل العنصري.
- 4 أبريل: احتلت أغاني البيتلز أعلى 5 تصنيفات في قائمة أكثر 100 أغنية شعبيةً لدى الجماهير. لم يسبق لهذا الأمر مثيل، ولم يتكرر أبدا، كانت تلك الإحصائيات بمثابة «الإنجاز».[219][220]
- 20 أبريل: احتجاج حوالي 85٪ من الطلاب السود في مقاطع مقاطعة كليفلاند على الفصل العنصري.[221]
- مايو: بدء اعرض مسرحية لأحداث السريالية لروبرت جاسبر غروتفيلد في ساحة سبوي أمستردام مع أدائه الذي لم يكن من الممكن التنبؤ به، خاصةً مع صرخاته الشهيرة «كلاس قادم!» و «أوش، أوش، أوش». وُصف جاسبر في وقت لاحق بأنه «مذيع للروح الدولية للثورة» وحصل بعد ذلك على جائزة (الروك الهولنديين) وألهم بداية حركة بروفو (الاستفزاز) في كل من هولندا وكاليفورنيا، وعرض نموذجًا لعوب في الاحتجاج الاجتماعي.[222][223]
- مايو: ظهور صحيفة الصحافة الحرة الحرة (والتي عُرفت في وقت لاحق بصحيفة لوس انجليس للصحافة الحرة)، واعتبرت من أوائل الصحف الأمريكية الثانوية «الصفراء» في عصر الثقافة المضادة.
- مايو: أدّت اعتصامات سان فرانسيسكو شيراتون بالاس هوتل إلى اعتقالات من جامعة كاليفورنيا، احتج الطلاب في بيركلي الطلاب على التمييز العنصري بمنطقة خليج في ممارسات التوظيف.[224]
- 7 مايو: الرئيس جونسون يشير لأول مرة إلى كلمة «مجتمع عظيم)» أثناء كلمته في أثينا.
- 12 مايو: أول تقرير عن حرق بطاقة مسودة عامة في مدينة نيويورك.[225]
- 14 يونيو: صدور كتاب المخادعون المرحون للمؤلف كين كيسي، يدور الكتاب حول مجموعة من طالبي المغامرة يغادرون كاليفورنيا في الحافلة المدرسية تم تغييرها في طريق آخر إلى المعرض العالمي لعام 1964 في كوينز، نيويورك.[226]
- 22 يونيو: «أنا أعلم أنه هو عندما أراه»: المحكمة العليا الأمريكية تنقض إدانة فاحشة مشغل مسرح أوهايو. على الرغم من أن معارك الفاحشة المحلية مستمرة حتى الوقت الحاضر، فإن هذا القرار قد مهد الطريق للعرض التجاري للمواد الجنسية الصريحة (الإباحية) في الولايات المتحدة.[227][228]
- 2 يوليو: توقيع قانون الحقوق المدنية من قبل الرئيس جونسون. الفصل العنصري في الأماكن العامة والتمييز في العمل على أساس العرق محظور الآن بموجب القانون الاتحادي.[229]
- 2 أغسطس: الحرب الراقصة: وقوع حادث خليج تونكين قبالة سواحل فيتنام مما أدّى إلى تمرير قرار بالإجماع تقريبا من قبل الكونغرس الأمريكي في 7 أغسطس، مما أعطي الرئيس سلطة واسعة لم يسبق لها مثيل للانخراط في التصعيد العسكري «التقليدي» الكامل في جنوب شرق آسيا دون إعلان رسمي للحرب.[230]
- 28 أغسطس: ذكر أن البيتلز استخدموا الماريجوانا للمرة الأولى، تكريمًا لبوب ديلان، مدينة نيويورك.[231][232]
- 1 أكتوبر: بدأت حركة الكلام الحر مع اعتصام الطالب في جامعة كاليفورنيا في بيركلي.[233][234][235]
- 14 أكتوبر: فاز الدكتور مارتن لوثر كينغ جونيور بجائزة نوبل للسلام.[236]
- 25 أكتوبر: ظهور الفتيان السيئين في عرض الرولينج ستونزعلى إد سوليفان وخلق الكثير من انقطاع الجمهور مما اضطر سوليفان إلى منع مجموعة «ليود» من عرضه. لكن سرعان ما عاد الرولينج ستونز الحجارة تعود في السنوات المقبلة.[237]
- 3 تشرين الثاني: انتخاب الرئيس ليندون ب. جونسون رئيسا للولايات المتحدة، وهزيمة السيناتور الجمهوري أريزونا باري غولدووتر.[238]
- 4 تشرين الثاني: أدين الكوميدي ليني بروس (ليني بروس) بتهمة الفحش في مدينة نيويورك. تم الحكم عليه سريعًا بالعمل في ملجأ.[239]
- 2 ديسمبر / كانون الأول: في خطاب شهير خلال اعتصام بيركلي، حمّس الطالب ماريو سافيو أنصار حركة الكلام الحر قائلًا «حان الوقت لوضع أجسادكم على التروس».[240][241]

### 1965
- 8 شباط: بدء القصف الجوي لفيتنام الشمالية من قبل الولايات المتحدة.
- من 9 إلى 15 شباط / فبراير: تظاهر الالاف ضد الهجمات الاميركية على فيتنام الشمالية أمام السفارات الاميركية في موسكو وبودابست وجاكرتا وصوفيا.
- 21 فبراير: تم اغتيال مالكوم إكس في مدينة نيويورك.[242]
- مارس: بدء «رالي الكلام القذر» في بيركلي.[243][244]
- 6 مارس: القوات الأمريكية العادية تشارك في القتال في فيتنام للمرة الأولى.
- 7-25 مارس: بدء المسيرات السلمية في مونتغمري، والتي نظمها في البداية جيمس بيفيل.
- 16 مارس: ضحى أليس هيرز، ذو ال82 عامًا، بنفسه في ديترويت، احتجاجًا على التصعيد ضد فيتنام. يموت هيرز بعد 10 أيام.[245]
- 25 مارس: صدور أغنية «من أجل حبك» لأسطورة الإيتار، بلويز بوريست إريك كلابتون، بعد أن غادر كلابتون الساحة الغنائية، أوصي بجيمي بيج لملء مكانه.[246][247]
- الربيع: لا تثق بأحد أكثر من 30 عاما: نقلًا عن أحد تلاميذ بيركلي والناشط بحزب حرية التعبير جاك واينبرغ اقتبست تلك ، مما أدى دون قصد إلى إنشاء تلك العبارة المفتاحية واستخدامها من قبل الجيل بأكمله.[248]
- الربيع: اجتمعت دائرة كبيرة من الموسيقيين الشعبيين في وقت متأخر من عصر النهضة بما في ذلك جون فيليبس وميشيل فيليبس وميشيل فيليبس وكاس إليوت وديني دوهيرتي في خيمة الشاطئ في جزر العذراء الأمريكية وألفوا الموسيقى. كانت تلك العطلة، ممولة من قبل شركة فيليبس أمريكان إكسبريس، وانتهت إلى تشكيل ماماس وباباس، وعقد تسجيل مربح.[249]
- أبريل: تعاطى عضوي فريق البيتلز جون لينون وجورج هاريسون ثنائي إيثيل أميد حمض الليسرجيك لأول مرة في حفل عشاء المملكة المتحدة استضافه طبيب الأسنان هاريسون.[49]:98[250]
- نيسان / أبريل: بلغ عدد الجنود الاميركيين في فيتنام 25 ألفًا.
- 17 أبريل: أول مظاهرة حربية ضد فيتنام في الولايات المتحدة ينظمها الحزب الديمقراطي الحر في واشنطن العاصمة. بلغ الحضور 25,000 شخص. من بينه جوان بيز، جودي كولينز، وفيل أوشس.
- مايو: عاد أوسلي ستانلي إلى منطقة الخليج مع أول دفعة كبيرة من ثنائي إيثيل أميد حمض الليسرجيك للبيع كدواء ترفيهي.[251][252]
- 5 مايو: حرق البطاقات التظاهرية في بيركلي. سار عدة مئات من الطلاب في جامعة كاليفورنيا بيركلي إلى مجلس بيركلي وتقديم نعش أسود الموظفين.[253]
- مايو: شكّل جيري روبين، وستيفن سمال، وبول مونتوك، آبي هوفمان وآخرون لجنة يوم فيتنام.[253]
- 17 مايو: صدور مقال هانتر طومسون مقال «عصابات الدراجات النارية: خاسرون وفائزون» في مجلة ذا نيشن. تحولت المقالات إلى كتاب بعد ذلك.[253]
- 20-22 مايو: تنظم لجنة يوم فيتنام أكبر تعليم في فيتنام حتى الآن. حضر الحدث 30,000 36 لمدة ساعة في بيركلي، بما في ذلك بنيامين سبوك، نورمان توماس، نورمان ميلر، ماريو سافيو، بول كراسنر، ديك غريغور وفيل أوشس. يسير المئات إلى مشروع اللوحة، حيث تم شنق ليندون جونسون في إفيجي، وكثير من حرق بطاقات الدفاتر.[253][254][255]
- مايو: قطرة المدينة: واحدة من أقرب الكوميونات الهبي (كميونة) تأسست في ولاية كولورادو، الولايات المتحدة. القروص بناء القباب الجيوديسية (قبة جيوديسية) من أغطية السيارات والأسطح المهملة، وخاصة التعاون مع ستيف باير وباكمينستر فولر (ريتشارد بوكمينستر فولر) مستوحاة زوميس.[256][257]
- يونيو-أغسطس: تجربة ريد دوغ تأتي في زهرة كاملة في فيرجينيا سيتي، نيفادا (فيرجينيا سيتي) صالون ريد دوغ - هوية الهبي «كاملة» يأخذ شكل.
- 7 حزيران / يونيو: غريسولد ضد كونيتيكت: المحكمة العليا الأمريكية تنص على أن ضمانات الخصوصية الدستورية التي ترمز إلى قانون كونيتيكت تحظر استخدام وسائل منع الحمل من قبل الأزواج المتزوجين. قوانين «عصر كومستوك» مازالت مطبقة أيضًا في الوقت الحاضر في دول أخرى. في عام 1972، حكمت المحكمة بأن الحماية تنطبق على الأزواج غير المتزوجين أيضًا.[258][259][260]

- 11 يونيو: تجسيد شعر دولي ومشاركته في اللقاءات البارزة، بما في ذلك ألين جينسبيرج ولورانس فرلينغهيتي ومايكل هوروفيتز وويليام بوروز (ويليام بوروز) في حدث اختراق للفرق الثانوية بالمملكة المتحدة، بقاعة رويال ألبرت، لندن.[49]:98[261]
- يونيو: تم تعيين البيتلز كأعضاء في النظام الأكثر امتيازا من الإمبراطورية البريطانية من قبل الملكة على مساهماتهم في الفنون والتجارة البريطانية.انتشرت أسطورة بأن المجموعة ددخنت الماريجوانا في حمام القصر بعد حفل التكريم في وقت لاحق ديونكوند من قبل جورج هاريسون. نُصب بول مكارتنيهو برتبة فارس من قبل الملكة في عام 1997، بعد عام من إنتاج أغنية جورج مارتن .[262][263]
- 25 يوليو: بوب ديلان يطلق أغنيته «اذهب بالكهرباء» وهو مدعوم من قبل البعض في مهرجان نيوبورت الشعبي.[264]
- 30 يوليو: تم تسجيل الرعاية الطبية في القانون في الولايات المتحدة، وإعطاء كبار السن شبكة أمان الرعاية الصحية.[265]
- 6 أغسطس: توقيع قانون حقوق التصويت (قانون حق التصويت لعام 1965) في قانون في الولايات المتحدة. «اختبارات محو الأمية»، وضرائب الاستطلاع وغيرها من المخططات المحلية لمنع التصويت من قبل السود تم حظرها حديثا أو أكثر بموجب القانون الاتحادي.
- 11 ايلول / سبتمبر: اعتقل ستة اشخاص من أعمال الشغب في لوس انجليس على 35 قتيلا و 35 جريحا. وفي الوقت نفسه، تحدث أعمال شغب أصغر في شيكاغو.
- أغسطس: فيل أوشس يطلق ساخرة «مشروع المراوغ» على الألبوم أنا لا يتزحزح بعد الآن. في وقت لاحق ينفذ الأغنية على كبس نيوس الخاصة تجنب المشروع. تظهر نسخة بيت سيجر في عام 1966.[265]
- 24 أغسطس: قيل إن البيتلز يستريحون لفترة وجيزة في وادي بينديكت بالقرب من نهاية جولتهم الأمريكية الشاقة. مع استمرار بيتلمانيا منع الفرقة من مغادرة منزلهم المستأجر، فإنها تدعو الشركة المحلية، بما في ذلك أعضاء بيردس (ذا بيردز)، بيتر فوندا (بيتر فوندا)، جوان بايز، وبيجي ليبتون. يكتب لينون أغنية، والتي تظهر على مسدس في عام 1966. مع تقدم العصر، بالقرب من الغار كانيون يصبح موطنا للعديد من الموسيقيين البارزين في الثقافة المضادة.[266][267][268]
- 30 أغسطس: إصدار ألبوم الطريق السريع بوب ديلان 61 ريفيسيتد الذي يضم ست دقائق واحدة «مثل رولينج ستون».[269]
- 31 أغسطس: توقيع الحظر على حرق بطاقات التظاهر إلى قانون في الولايات المتحدة.
- 5 سبتمبر: استخدام كلمة الهبي في طباعة الكاتب سان فرانسيسكو مايكل فالون، مما يساعد على تعميم استخدام المصطلح في وسائل الإعلام، على الرغم من أن علامة كان ينظر في وقت سابق في ملاحظة عابرة حول الكوكيز في الصحفي دوروثي كيلغالن في 11 يونيو 1963 العمود.[270][271]
- 8 أيلول / سبتمبر: دورثي داندريج، وهي أول أمريكي أفريقي رشح لأفضل ممثلة أوسكار، يموت على ما يبدو من جرعة زائدة من المخدرات العرضية في لوس أنجلوس، على الرغم من أن تحليل لاحق يشير إلى انسداد نادر هو السبب.[272][273]
- 15 سبتمبر: I-سبي: الكوميدي بيل كوسبي (بيل كوسبي) يصبح أول أمريكي أمريكي من أصل أفريقي ينجح في مسلسل تلفزيوني أميركي درامي. (أماندا راندولف قد لعب دور البطولة في الكوميديا ذي لايتونس على شبكة دومونت قصيرة الأجل في أواخر الأربعينات.[274]
- 25 سبتمبر: البيتلز صباح اليوم السبت سلسلة الرسوم المتحركة لأول مرة على التلفزيون الأمريكي.
- 25 سبتمبر: «حواء الدمار»: نسخة باري ماكجوير من P.F. عمل سلون يصبح أول أغنية احتجاج لضرب رقم 1 في الرسوم البيانية، في حين وجه انتقادات شديدة وحظرت من قبل العديد من المحطات.[275][276]
- أكتوبر: ياردبيردس، ويضم جيف بيك، الإفراج عن واحد «الأشكال من الأشياء» مع الجانب B «لا يزال أنا حزين». الصخور مخدر (سايكيديلك روك) أولا يجعل الرسوم البيانية.[277]
- 1 أكتوبر: فريق القرية الشرقية يؤدي آخرعرض في مدينة نيويورك.[278]
- 15-16 أكتوبر: احتجاجات حرب فيتنام في المدن في جميع أنحاء الولايات المتحدة تسحب 100,000.
- 16 أكتوبر: «تحية لدكتور سترانج»: دان هيكس يساعد على تنظيم حدث كلب العائلة حيث شارك 1000 حزب سان فرانسيسكو «الهيبيز» الأصلي بشكل جماعي في قاعة لونغشورمان. لا تزال قانونية، أوسلي «البرق الأبيض» حمض متاح للجميع.[279][280]
- نوفيمبر: صدور كتاب السيرة الذاتية مالكوم إكس تم نشره بعد وفاته من قبل غروف الصحافة. مستمدة من مقابلات مع الناشط القتيل من قبل الكاتب أليكس هالي (أليكس هيلي)، ويعتبر واحدا من الأعمال الأكثر تأثيرا من غير الخيال من القرن العشرين. يسمى دوبلداي (دابلداي) إلغاء العقد الأصلي لأفضل الكتب مبيعا في وقت لاحق أكبر خطأ في تاريخ النشر.[281][282][283]
- 2 تشرين الثاني / نوفمبر: زعيم الكويكر نورمان موريسون يحرق نفسه في البنتاغون احتجاجا على الحرب. وزير الدفاع ماكنمارا يشهد الرعب من مكتبه في المبنى.[195][284]
- 5 نوفمبر: «جيلتي»: ذي وو (ذا هو) يتكلم مع الشباب الجديد. «هذا هو جيلي!» و «آمل أن أموت قبل أن أحصل على القديم» أصبح التغني للثقافة المضادة المتصاعدة.[285][286]
- 9 نوفمبر / تشرين الثاني: الناشط الكاثوليكي روجر ألين لابورت يحلق نفسه في مبنى الأمم المتحدة في مدينة نيويورك.[287]
- 19 نوفمبر: صدور العدد الأول من صحيفة (معاداة السلطوية) المناهضة للاستبداد طويلة الأمد، تم نشره في ديترويت.[288]
- 20 نوفمبر: نظم 8,000 من المتظاهرين المناهضين للحرب مسيرة من بيركلي إلى أوكلاند في كاليفورنيا.
- 27 تشرين الثاني / نوفمبر: عقد كين كيسي ميري برانكستيرس أول «اختبار حمض نووي» في سوكل، كاليفورنيا.
- 27 تشرين الثاني / نوفمبر: سار ما يقرب من 35,000 من المتظاهرين المناهضين للحرب في مسيرة إلى البيت الأبيض.
- 30 نوفمبر: : غير آمن في أي سرعة:: دشّن (رالف نادر) دعوة للانتباه بشأن سلامة السيارات ونشرت ووقود حركة المستهلك الحديثة. يسهم عمل نادر المستمر في إقرار قانون السلامة المرورية والمركبات الوطنية الأمريكي لعام 1966. وفي عام 1972 وحده، بلغت ذروة وفيات الطرق السريعة السنوية في الولايات المتحدة 54,589، وهي تقترب من العدد الإجمالي للقتلى الحربيين خلال المشاركة العسكرية الأمريكية العشرة في فيتنام .[289][290][291]
- كانون الأول / ديسمبر: كاليفورنيا دريمين ': تم إصدار مكالمة كلاريون غربا من قبل ماماس وباباس.[292]
- ديسمبر: صدور أغنية هل يمكن أن تحصل الأشياء الجميلة على صورة ؟. الألبوم يتضمن أغنية بعنوان الدولار واليورو.[293]
- 3 ديسمبر: إصدار أغنية الروح المطاطية للبيتلز في المملكة المتحدة مع صورة مشوهة بصرياً للمجموعة على الغلاف. صدرت أغنية «يوم تريبر» أيضا. ويبدو أن كلمات الأغنية تدور حول سائح يغازل أحد الإناث، لكن بول مكارتني ذكر لاحقا أن الأغنية تتعلق بالمخدرات.[294][295][296]
- 25 ديسمبر: تم القبض على تيموثي ليري بتهمة حيازة المخدرات على الحدود المكسيكية.

### 1966
- 8 يناير: 2,400 حضور عندما «اختبار حمض» يصل إلى غرب فيلمور.[297][298]
- 21-23 يناير: حضر مهرجان "رحلات الكلب" الكلب شيت هيلمز "10,000 في سان فرانسيسكو.[299][300][301][302]
- 10 شباط / فبراير: وادي الدمى: نشرت رواية جاكلين سوزان الأكثر مبيعا من حيث الجنس ومخاطر إساءة استعمال العقاقير التي تستلزم وصفة طبية من قبل النساء.[303][304]
- 8 مارس: صدور أغنية «مدرسة لندن الحرة» التي أطلقها جون «هوبي» هوبكنز ورون لاسليت، مما أدى إلى بداية تايمز الدولية / إيت، نادي أوفو ونوتينغ هيل كرنفال كحزب الشارع في حين يضم بعض من أقدم العروض من بينك فلويد.[305]
- 11 اذار / مارس: حُكم على تيموثي ليري بالسجن لمدة ثلاثين عاما في جريمة المخدرات التي ارتكبها في العام 1965.[306]
- 14 مارس: ثمانية أميال عالية: صدور نشيد الإيتار الكهربائي الموسيقي ذو 12 سلسلة الكهربائية من بيردس وحظر بإيجاز على الراديو نظرا لموضوع ثقافة المخدرات المدركة.[307][308][309]
- 16 مارس: جرق 12 من الأستراليين بطاقاتهم في مسيرة سيدني ضد مشاركة أستراليا في صراع فيتنام.[310][311]